# I'll Cry Instead
«I'll Cry Instead» es una composición de John Lennon acreditada a Lennon/McCartney, y grabada por The Beatles para la banda sonora de su película A Hard Day's Night. 

## Antecedentes
Lennon escribió la canción con destino a la secuencia «del estallido jovial» en la película. La canción fue grabada el 1 de junio de 1964 en dos secciones, A y B, de forma que pudieran ser juntadas en una fecha posterior para lograr la longitud necesaria y encajar bien en la película. Sin embargo, el director Richard Lester decidió finalmente utilizar «Can't Buy Me Love» por su letra optimista. Cuando Walter Shenson decidió reestrenar A Hard Day's Night en 1981, «I'll Cry Instead» fue incluida en una renovada secuencia de apertura de la película, compuesta de un collage de fotos de los Beatles al estilo «swing» de los años 1960 proveniente de la época en que estaban filmando la película en 1964.
Aunque la canción no formaba parte originalmente de la película, la etiqueta del sencillo editado en Estados Unidos la promocionaba como «de la película de United Artists A Hard Day's Night».

## Estructura
«I'll Cry Instead» fue descrita por Cynthia Lennon como un imploramiento de ayuda, diciendo: «Refleja la frustración que él [John Lennon] sentía en ese momento. Era el ídolo de millones, pero la libertad y la diversión de los primeros días se habían ido». John Lennon dijo más tarde que la línea de la canción «A chip on my shoulder that's bigger than my feet» («Una esquirla de resentimiento que era más grande que mi pie»), fue una indicación precisa de sus sentimientos en ese momento.
«I'll Cry Instead» está enraizada en el género del country & western, género que a los Beatles, y en especial a Ringo Starr, les gustaba interpretar.

## Personal
- John Lennon - voz, guitarra rítmica acústica (Gibson J-160e).
- Paul McCartney - bajo (Höfner 500/1 63´).
- George Harrison - guitarra líder (Gretsch Country Gentleman).
- Ringo Starr - batería (Ludwig Super Classic), pandereta.

Personal por Ian MacDonald.

## Lanzamientos
Una versión reducida (1:49) apareció en el Reino Unido en el álbum A Hard Day's Night y en el EP británico Extracts from the Album A Hard Day's Night. 
Una versión extendida (2:09) fue lanzada en los Estados Unidos en la banda sonora de United Artists  A Hard Day's Night desde que uno de los versos de una toma desconocida se hacía repetir en la canción. Esta misma versión aparece también en el sencillo estadounidense y la versión monoaural del álbum de Capitol Something New, al tiempo que la versión de 1:49 aparece en la versión estereofónica de este último álbum. La versión extendida apareció asimismo en The Capitol Albums Vol. 1, y no fue incluida en los álbumes remasterizados de 2009, haciéndola, por tanto, exclusiva del estuche de The Capitol Albums.  

## Versiones
- Joe Cocker interpretó esta canción en 1964. Fue su primer sencillo.
- Billy Joel hizo una versión en vivo, apareciendo en el lado B de su sencillo «An Innocent Man» en 1983.[7]